# Associazione italiana di psicologia analitica
L'Associazione italiana di psicologia analitica (abbreviato, AIPA) è un'associazione che riunisce psicologi e psicoterapeuti afferenti all'area teorica della psicologia analitica, orientamento teorico fondato da Carl Gustav Jung. È stata fondata nel 1962 da Ernst Bernhard (il primo grande analista junghiano presente in Italia, analizzato a suo tempo da Jung stesso), insieme ad un gruppo di suoi allievi fra i quali Aldo Carotenuto.
Fra le sue attività si annoverano la pubblicazione della rivista semestrale  Studi Junghiani e la formazione di analisti attraverso la scuola di specializzazione annessa.